# Zginacz
Zginacz (łac. flexor) – mięsień, który zbliża dwie kości do siebie, powodując zgięcie części ciała (np. kręgosłupa) lub stawu w kończynie. Mięśniem działającym z odwrotnym skutkiem jest prostownik.

Wybrane mięśnie zginacze człowieka
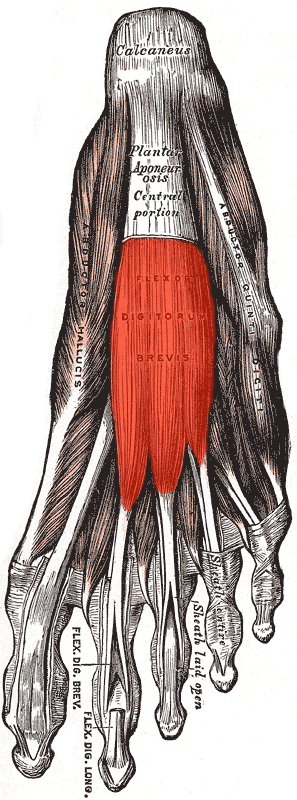
Mięsień zginacz krótki palców.
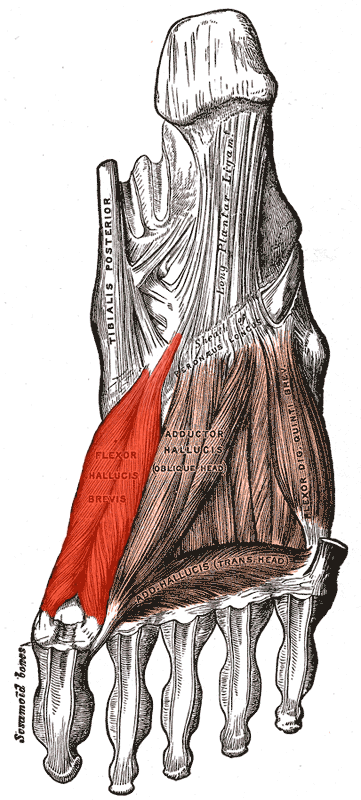
Mięsień zginacz krótki palucha.
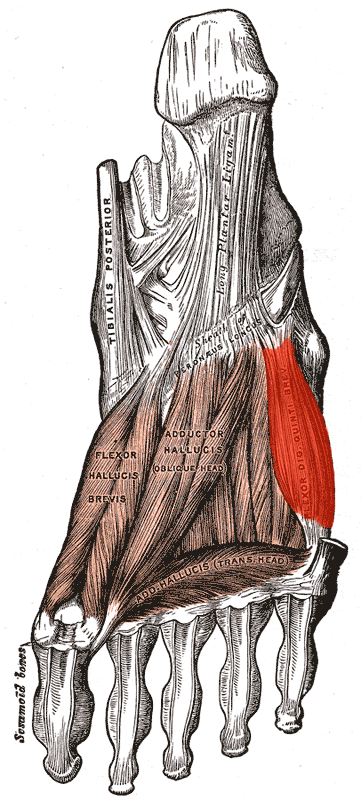
Mięsień zginacz krótki palca małego stopy.
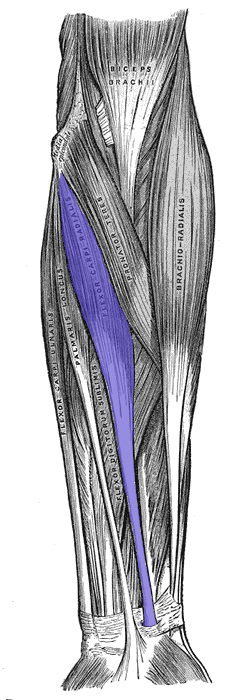
Mięsień zginacz promieniowy nadgarstka.
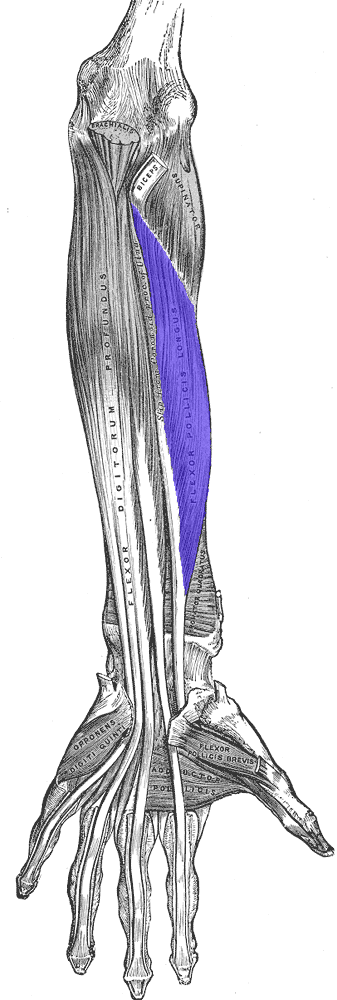
Mięsień zginacz długi kciuka.
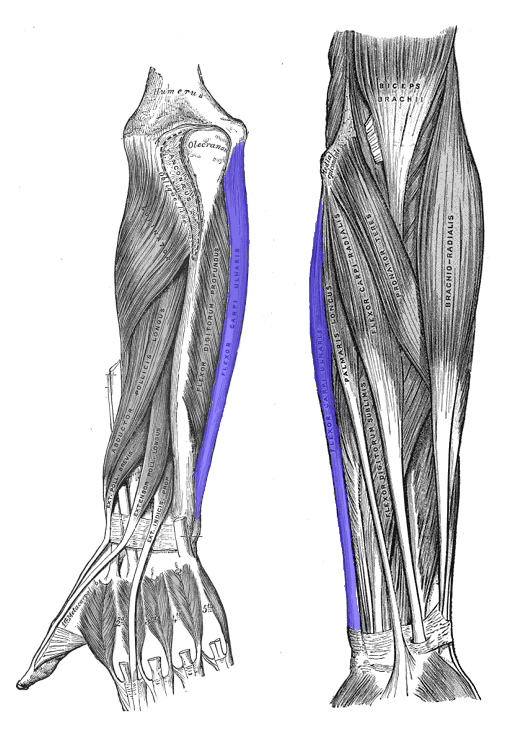
Mięsień zginacz łokciowy nadgarstka.
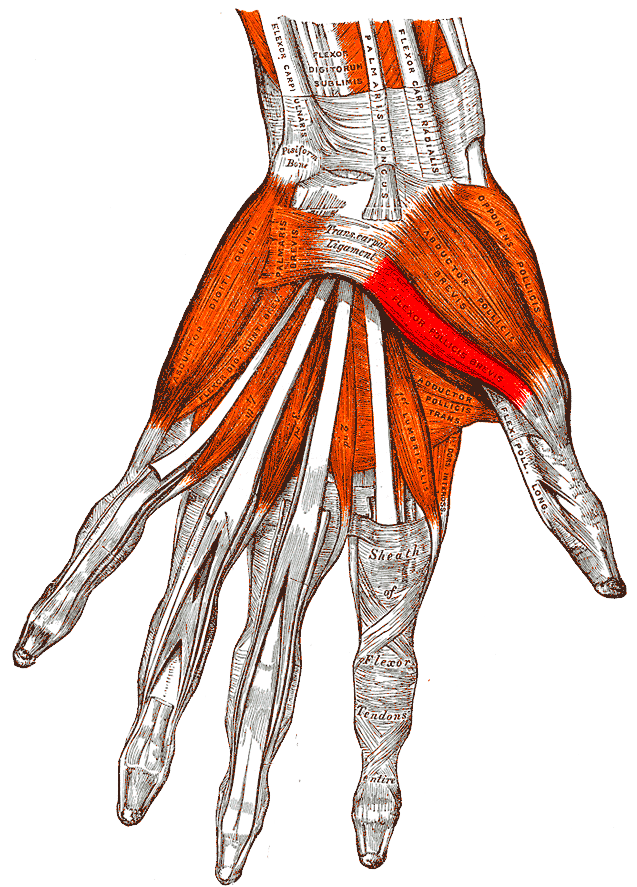
Mięsień zginacz krótki kciuka.
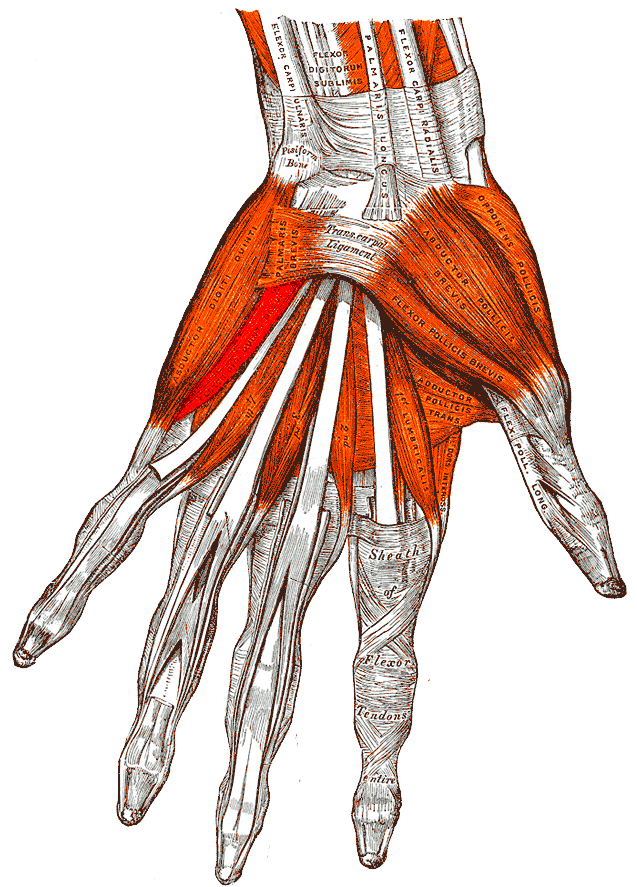
Mięsień zginacz krótki palca małego ręki.